# Раундвуд

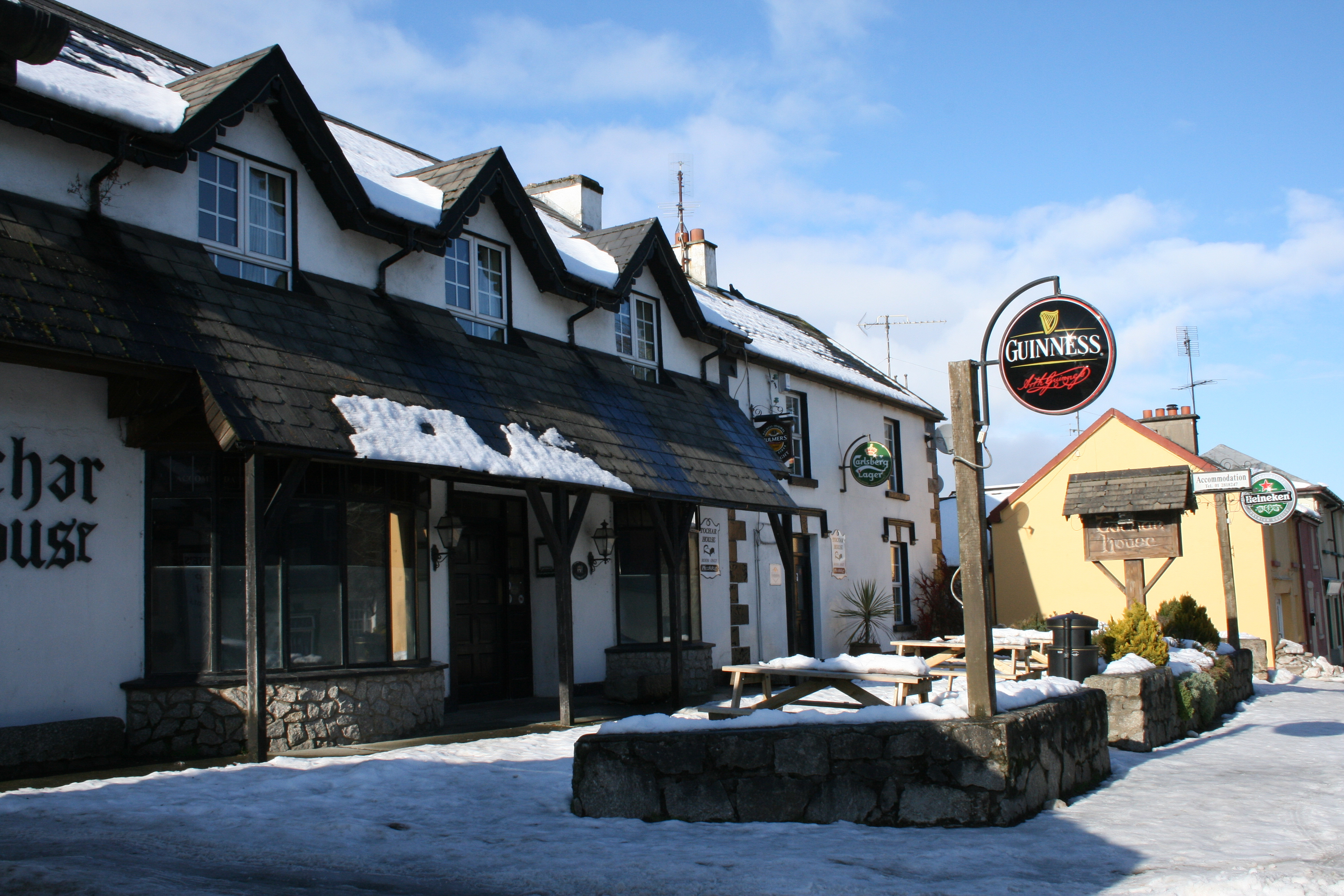
Местный паб

Раундвуд (англ. Roundwood; ирл. An Tóchar, исторически известен как Togher) — деревня в Ирландии, находится в графстве Уиклоу (провинция Ленстер) у трассы R755.
У деревни есть побратим —  Спежет.

## Демография
Население — 589 человек (по переписи 2006 года). В 2002 году население составляло 518 человек.
Данные переписи 2006 года:
| Общие демографические показатели |               |                               |                               |      |      |
| Всё население                    | Всё население | Изменения населения 2002—2006 | Изменения населения 2002—2006 | 2006 | 2006 |
| 2002                             | 2006          | чел.                          | %                             | муж. | жен. |
| 518                              | 589           | 71                            | 13,7                          | 292  | 297  |